# Relais (Post)

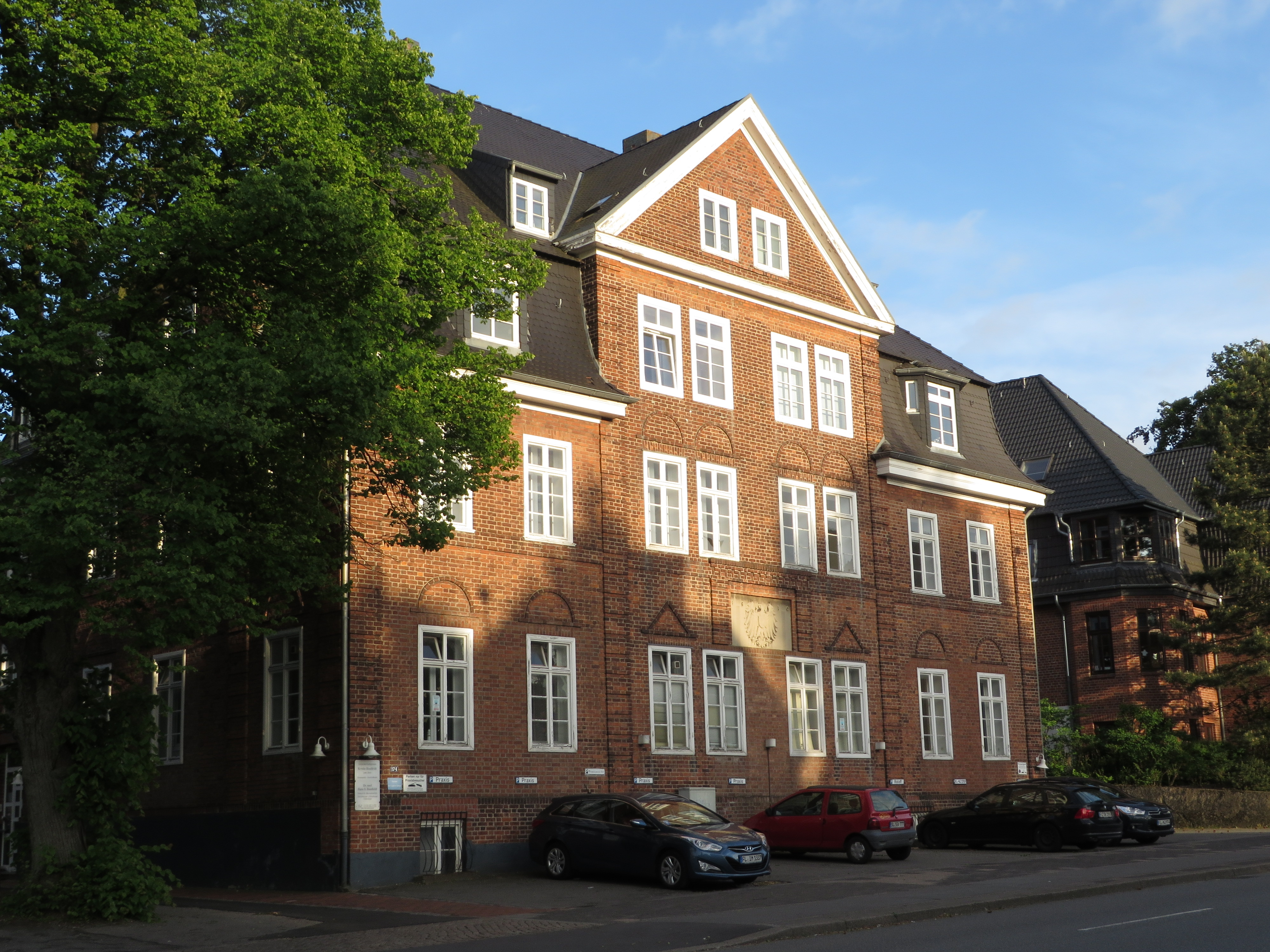
Die Kaiserliche Post von Flensburg-Mürwik aus dem Jahr 1910, die ursprünglich noch als Postkutschenrelaisstation diente

Relais (auch Relaisstation oder Umspannstation; Plural Relais) war früher der Ort, an dem für Reisende frische Pferde in Bereitschaft standen. Diese wurden für wichtige Relaisketten des Schnellkurierdienstes in geeigneten Abständen aufgereiht.
Im deutschen Reichspostgebiet konnten Reisende bei den Postämtern Relaispferde für Extrapoststationen zum Austauschen vorausbestellen. Auch Postkutscher hielten an Relaisstation, wo ihre Pferde ausgespannt und gegen frische Pferde ausgewechselt wurden. Die Reisenden in der Kutsche konnten aussteigen und sich für eine Weile bei der Postkutschenrelaisstation ausruhen. Ein solches System dürfte heute jedoch wohl kaum noch bestehen. Nur bei Parforcejagden können Relaispferde gegebenenfalls noch zur Bereitschaft stehen.
In der Literatur finden beispielsweise Relaisstationen im Kurier des Zaren sowie bei den Drei Musketieren Erwähnung.
Die besagten Pferderelais gaben den heute wesentlich bekannteren Relais aus dem Bereich der Technik ihren Namen. Dort bezeichnen sie einen fernbetätigten elektrischen Schalter, der durch einen Steuerstrom betätigt einen zweiten Stromkreis umschaltet. Das Wort wurde zudem früher (zumindest zum Ende des 19. Jahrhunderts) auch auf Arbeitsverhältnisse angewandt, indem man als Relaissystem diejenige Einrichtung der Arbeit bezeichnete, bei der verschiedene Arbeitergruppen nach bestimmten Zeitabschnitten einander ablösten. Diese Verwendung des Begriffes, die augenscheinlich große Ähnlichkeit zu der der Pferderelaistation hat, ist aber heute wohl nicht mehr im Gebrauch.

## Militär
Im Militärwesen war ein Relais der Standort einer kleinen Kavallerie- oder Radfahrerabteilung (Relaisposten) an Straßen und Etappenlinien, die Meldungen weiterbeförderten, wenn andere Mittel nicht zur Verfügung standen. Mehrere Relais bildeten eine Relaislinie. Im Heer des Deutschen Kaiserreiches bestand ein Relaisposten aus einem Unteroffizier (der das Relaisbuch führte) sowie 6–10 Reitern. Der Abstand der Posten innerhalb der Relaislinie betrug 20 km und mehr bzw. 50 km bei Radfahrerrelais.